# Francisco Morazán Quesada
Francisco Morazán Quesada (Tegucigalpa (Honduras), 16 oktober 1792 - San José (Costa Rica), 15 september 1842) was president van de Verenigde Staten van Centraal-Amerika. Hij streefde liberale hervormingen na, maar het lukte hem niet om de eenheid in zijn staat te bewaren. Uiteindelijk vielen de Verenigde Staten van Centraal-Amerika na een burgeroorlog uiteen in verschillende staten.
Toen Morazán werd geboren was Honduras nog een kolonie van Spanje. Hij maakte deel uit van de groep die na de onafhankelijkheid van de gebieden die nu bekend zijn als Guatemala, El Salvador, Honduras, Nicaragua en Costa Rica in 1823 de Verenigde Staten van Centraal-Amerika oprichtten. Deze staat moest naar Amerikaans model functioneren. In 1824 werd Morazán gekozen tot minister van deze staat voor de regio Honduras.

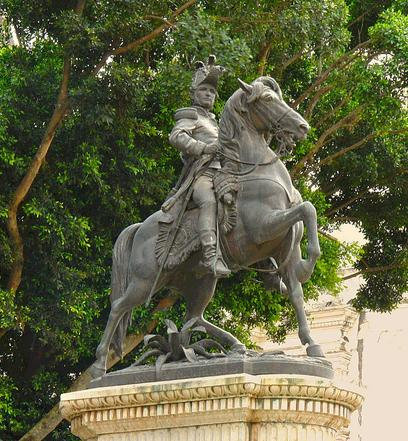
Standbeeld van Morazón in Yuscarán (Honduras)

In 1827 leidde José Justo Milla een conservatieve staatsgreep die de Hondurese vertegenwoordiging in de federale regering overnam. Morazán trad op als militair leider en op 11 november 1827 versloeg hij de troepen van Milla in de slag van La Trinidad, ten Zuiden van Tegucigalpa. Op verzoek van El Salvador sloeg hij vervolgens ook een opstand in die regio neer, waarop Morazán grote faam verwierf in heel Midden-Amerika.
In 1830 werd Morazán gekozen tot president van de Verenigde Staten van Centraal-Amerika. De hervormingen die hij doorvoerde betroffen onder meer de invoering van vrije meningsuiting, van persvrijheid en van vrijheid van religie. Verder stond hij gelijkheid van alle mensen voor de wet voor en voerde hij een rechtssysteem met beoordeling door een jury in. Al zijn veranderingen werden door de conservatieven bekritiseerd.
Toen de tweede presidentstermijn van Morazán in 1839 afliep was de burgeroorlog in de Verenigde Staten van Centraal-Amerika al uitgebroken, en waren nieuwe verkiezingen onmogelijk. Morazán werd toen wel verkozen tot president van El Salvador, en hij bleef optreden als interim-leider van Centraal-Amerika (dat toen echter alleen nog bestond uit El Salvador, Costa Rica, het Mexicaanse Los Altos en een aantal verspreide gemeenschappen elders in de regio).
In 1840 werden de troepen van Morazán verslagen en vertrok hij in ballingschap naar Colombia.

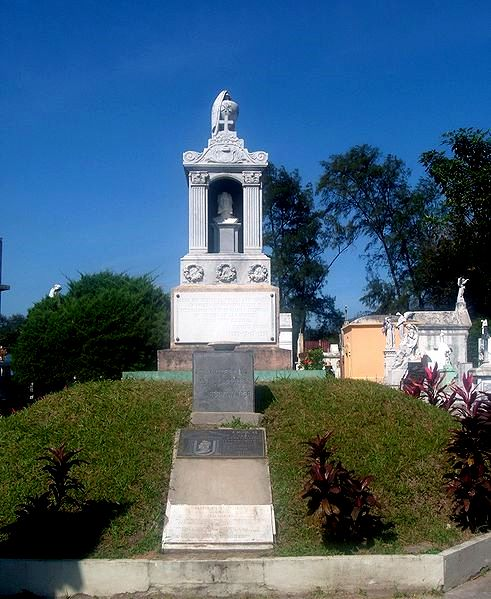
Morazáns mausoleum (San Salvador)

In 1842 dook hij echter in Costa Rica weer op, waar hij zich aansloot bij de oppositie tegen Braulio Carrillo, die zichzelf had uitgeroepen tot leider voor het leven. Morazán versloeg Carrillo en riep zichzelf vervolgens uit tot leider van Costa Rica. Hij had daarmee de bedoeling om de Verenigde Staten van Centraal-Amerika een nieuw leven in te blazen. De bevolking van Costa Rica keerde zich al snel tegen hem, en hij werd op de onafhankelijkheidsdag van Midden-Amerika geëxecuteerd in San José. Zijn laatste woorden waren "Het nageslacht zal recht doen!".
Morazán wordt in Honduras gezien als een nationale held. Het departement Francisco Morazán draagt zijn naam.